# Plate Discipline
Plate Disciplineとは、投手の投球内容や打者の選球眼について統計的にまとめられたデータである。ストライクゾーン内外でのスイングや見逃しの割合などを計測する。セイバーメトリクスの分析で活用されている。

## 概要
ストライクカウントが増えれば投手有利に、ボールカウントが増えれば打者有利になるため、ストライクゾーンの攻防は野球において重要な要素である。Plate Disciplineは打者のスイングや見極め、バットに当てる能力などを計測し、公式記録だけではわからない選手の性質を知る手助けとなる。

算出にあたって投球を一つ一つ確認する必要があり、膨大なデータ量となるため個人で収集するのは難しい。FanGraphsではBaseball Info. Solutions (BIS)のデータやPITCHf/xのデータから集計している。日本ではデータスタジアム社、DELTA社等が計測し一部公開している。

## 主なデータ
| 指標 | O-Swing%                | Z-Swing%                    | Swing%           | O-Contact%                         | Z-Contact%                             | Contact%               |
| ---- | ----------------------- | --------------------------- | ---------------- | ---------------------------------- | -------------------------------------- | ---------------------- |
| 和訳 | ボールゾーン スイング率 | ストライクゾーン スイング率 | スイング率       | ボールゾーン コンタクト率          | ストライクゾーン コンタクト率          | コンタクト率           |
| 計算 | スイング÷ ボール        | スイング÷ ストライク        | スイング÷ 投球数 | バット接触数÷ ボールゾーンスイング | バット接触数÷ ストライクゾーンスイング | バット接触数÷ スイング |

この他にF-Strike%＝初球ストライク率、SwStr%＝空振り率などが存在する。